# Guerra de Chile Chico
La guerra de Chile Chico o sucesos del lago Buenos Aires fue un enfrentamiento armado ocurrido a mediados de 1918 entre pobladores de la ribera sur del lago Buenos Aires (desde 1959 oficialmente lago General Carrera en el lado chileno) y policías militares debido al intento de desalojo a los colonos, que ocupaban aquellas tierras hacía años y con permiso del Gobierno de Chile.
El ejército argentino intervino tras el paso de ambos bandos a la provincia de Santa Cruz. Tras una serie de combates y gestiones políticas, los colonos lograron que los policías se retirasen y que se suspendiera el desalojo de las tierras que habitaban.

## Antecedentes
Las tierras habitadas desde hacía algunos años por chilenos llegados desde Argentina y otras zonas de Chile fueron rematadas en favor del empresario suizo-chileno Carlos Von Flack a pesar de que ya estaban inscritas a nombre de los residentes.
Ellos habían solicitado en 1914 un permiso al Gobierno en donde solicitaron que se reconocieran sus derechos sobre las tierras o, en su defecto, que se realizara una tasación de las mejoras realizadas y un nuevo remate en que pudieran participar. Mientras se realizaban estas gestiones, ya estaba en marcha un tasador y un destacamento de carabineros que tenía orden de desalojarlos comandado por el teniente Leopoldo Miquel, del Cuerpo de Carabineros del Ejército.
Al conocerse las noticias del avance de la policía, los residentes pensaron en retirarse con sus pertenencias, de vuelta hacia Argentina, pero José Antolín Silva Ormeño, quien estaba de visita en la zona por esos días, los convenció mediante una arenga a todos ellos de que debían resistir. Enviaron a estancias argentinas a los niños, mientras que los hombres y las mujeres formaron patrullas de reconocimiento y se pusieron a vivir ocultos, a la espera de ver la forma en que actuaba la policía. Acopiaron todas las armas que pudieron, entre ellas varios rifles Winchester. Varios de los colonos tenían formación militar (entre ellos el propio José Silva, soldado del Ejército de Chile) y algunos como el colono Luis Vázquez eran veteranos de la Guerra del Pacífico o de la Guerra Civil de 1891, por lo que pudieron adiestrar a los demás pobladores en tácticas militares y guerrillas para la ocasión.
El colono Belarmino Burgos logra evadir a los carabineros el mes de junio, y escapa de la zona por comisión de los colonos para llegar a hablar con las autoridades, consiguiendo el apoyo de los diputados Nolasco Cárdenas y José Herrera, quienes interceden por ellos.

## Desarrollo de los enfrentamientos.
Manuel Jara fue enviado a servir como portavoz de los pobladores y guía del tasador y los carabineros, pero estos lo golpearon y amenazaron. El tasador, el ingeniero geomensor Carlos Lemus, se internó en la zona poblada y trabajada sin compañía policial, pero al día siguiente tuvo noticias de que los carabineros comandados por el teniente Miquel estaban quemando casas y apoderándose del ganado; llegaron al extremo de echar a la intemperie a la señora de un colono que recientemente había dado a luz, permitiéndole apenas llevarse sus cosas. Cuando Lemus solicitó que estos actos se detuvieran, fue apresado junto con Jara. Mientras tanto, los pobladores desalojados quedaban sin hogar, viviendo en el monte en pleno inicio del invierno patagónico.
El colono Silva divide sus fuerzas, enviando a la mitad con Honorio Beroíza a patrullar. Las partidas de Carabineros se adelantaron a reconocer el terreno junto a algunos milicianos reclutados de entre antiguos trabajadores de la zona, llegando al sector de Laguna Verde donde estaba la casa del poblador Santiago Fica el atardecer del 2 de julio. Allí fueron rodeados por los colonos comandados por Silva, quienes enviaron a Sabino Benavides a parlamentar. Los militares abrieron fuego inmediato, matando al parlamentario y desatando la ira de los colonos quienes también abrieron fuego sobre los carabineros matando a 3 (Passo, Chirqueumo y Rivero) e hiriendo de gravedad a 1 (Riquelme). Huye un solo carabinero y otros ocho son tomados prisioneros, siendo conducidos a la base establecida por la partida guerrillera del colono Beroíza.
Tras no tener noticia de la partida de Laguna Verde unos días después, el teniente Miquel envió a otra partida de siete hombres que encuentra a los carabineros muertos en Laguna Verde. Luego de encontrarse con otros colonos y un breve tiroteo sin fallecidos ni heridos, son obligados a rendirse y pasan a ser prisioneros también. Llega el carabinero Pichecoma que había escapado al combate de Laguna Verde donde el teniente Miquel, y al saber los hechos Miquel parte con casi todos sus hombres a cazar a los colonos, dejando al teniente José Valdés en la Estancia La Ascensión con algunos hombres restantes. En Bahía Jara ocurre otro combate sin muertos, pero con algunos heridos y otros tres carabineros prisioneros de los colonos. Soltando al único prisionero que tenían a cambio de que les señale una vía de evadirse, los militares se retiran del lugar abandonando equipo y pertrechos. El teniente Miquel cruzó la frontera, para refugiarse en la colonia militar argentina de Las Heras.
Entre tanto, la prensa de ambos países informaba de los sucesos, contando distintas versiones según hubiera tenido de informantes a los colonos o a los carabineros. El gobierno argentino recibió el aviso de que había riesgo de que una banda de unos doscientos forajidos tenía la intención de seguir atacando a los carabineros y estancias argentinas, de manera que se envió a 120 soldados del Regimiento de Caballería N.º 2 de Argentina al mando del capitán Carmelo Miquel desde Comodoro Rivadavia. Mientras desde Santiago, el poder político responde ante las intervenciones de diputados en el Congreso a favor de los colonos y releva del mando al teniente Miquel, poniendo en su lugar al teniente Valdés. Miquel regresará a Santiago.
Las fuerzas argentinas llegan la noche del 10 de agosto dispuestas a luchar con los que consideraban hasta el momento "forajidos"; llegan a las cercanías de la Estancia La Ascensión donde estaba el teniente Valdés sitiado por los colonos de Chile Chico, a punto de atacarles. Sin embargo el ataque es frustrado por la presencia de las unidades argentinas, aunque en esta ocasión los colonos se entregan sin resistencia a las fuerzas del capitán Miquel y le explican la situación. Ante esto el capitán Miquel informa la verdad a las autoridades argentinas: se trataba no de bandidos, sino de colonos en reyerta con la policía chilena, por lo que se abstiene de intervenir o luchar contra ellos y se limitará a escoltar a los carabineros chilenos fuera del territorio argentino. Los colonos prisioneros quedarán detenidos un tiempo en Puerto Deseado hasta ser liberados en octubre, mientras las fuerzas de Carabineros reciben la orden de retirarse por el Gobierno.

## Epílogo y consecuencias
Luego de diversas gestiones en el Congreso de Chile y con las autoridades argentinas, se evitó el enfrentamiento y se volvió a la normalidad. Los militares argentinos recibieron órdenes de escoltar a los carabineros a la frontera con rapidez y de no tomar otras acciones y los colonos entregaron a los prisioneros que tenían, disolviendo la guerrilla. El teniente Leopoldo Miquel sería juzgado más tarde por su accionar en la zona de los hechos con acusaciones del ingeniero Lemus y hasta el mismo Carlos Von Flack, mientras el Ejército Argentino liberó tras algunas semanas a los colonos que tenía prisioneros.
El Gobierno de Chile anuló el arrendamiento al empresario Carlos Von Flack, e investigó las circunstancias espurias en que se dio el otorgamiento de ese contrato. La posición de los colonos se fortaleció frente a las grandes compañías explotadoras y el Gobierno tuvo mayores motivos para impedir nuevos hechos así y destinar recursos a la Colonización de Aysén, creándose más tarde por el presidente Ibáñez del Campo el "Territorio de Aysén".
Las tierras fueron conservadas por los pobladores y pasados unos años se fundó el pueblo de Chile Chico.